# Charles D. J. Bouligny
Charles D. J. Bouligny (New Orleans, 1773. augusztus 22. – New Orleans, 1833. március 4.) az Amerikai Egyesült Államok szenátora (Louisiana, 1824–1829).